# Fatal Charm
Fatal Charm (también conocida como The Fatal Charm entre 1978 y 1979) fue una banda de post-punk proveniente de Nottingham, Inglaterra. De 1980 en adelante su estilo musical fue difícil de definir. Se trataba de una variación de rock y pop similar al de bandas británicas como Echo & the Bunnymen, The Cure, New Order y Ultravox, pero más oscuro e introspectivo.

## Músicos

### Alineación original
- Paul Arnall (guitarra, voz)
- Sarah Simmonds (voz)
- David Barker (teclados)
- Kevin Davies (bajo)
- Kevin Gallagher (batería)

## Discografía
como Fatal Charm
- Endangered Species (1985), Carrere
- This Strange Attraction (1989), Really Great
- Out of My Head (1996), Three Lines
- Pop (2005), Really Great
- Lovebrigade (2006), Really Great

como State of Grace
- Pacific Motion (1994), 3rd Stone
- Jamboreebop (1995), 3rd Stone
- Every Day (1997)
- Everyone Else's Universe (1997), 3rd Stone
- Sometimes (1998), Zimbabel
- Sometimes - More (1999) - Zimbabel
- Ocean (2007), Zimbabel

Recopilatorios
- Plastic (2006), Really Great